# Federación Deportiva Nacional de Fútbol Americano de Chile
La Federación Deportiva Nacional de Fútbol Americano de Chile o FDNFA es la principal entidad encargada de la práctica y el desarrollo del Fútbol Americano en Chile. Es miembro de la Federación Internacional de Fútbol Americano (IFAF) y de IFAF Americas.

## Historia

### Primeros pasos
Fanáticos del deporte a través de un foro de Internet decidieron reunirse el 12 de septiembre de 2004 en el Parque O’higgins de Santiago con el fin de darle cuerpo a una naciente organización a la cual más tarde se le llamó AChFA (Agrupación Chilena de Fútbol Americano) con Felipe Salgado Pino como su presidente. En esta etapa se contó con la ayuda de organizaciones ya establecidas en Sudamérica las cuales aportaron con medios de comunicación y su vasta experiencia; USFA (Unión Sudamericana de Football Americano), la ex UXFFF (ahora Liga Uruguaya de Football Americano) y la AAFA de Argentina.
En una primera instancia se implementó el Flag football como modalidad de juego, y en abril de 2005 se organizó el primer Torneo de Flag Football con cuatro equipos siendo el conjunto azul de Cóndores el campeón, el MVP fue para el RB/FS Christian “Pelao” Sarmiento.
Luego del éxito, y de casi dos años empleando el mismo tipo de juego, se decidió adentrarse en otro desafío: añadir el contacto. Al pasar a la categoría Tackle Sin Equipamiento, se adaptaron una serie de reglas para prevenir lesiones sustancialmente peligrosas especialmente en la aplicación del tackle.

### Expansión
El día 8 de abril de 2006 en el Valparaíso Sporting Club se juega el “1.er Bowl Chileno” catalogado como el primer encuentro de Fútbol Americano en Chile. Para este juego AChFA crea su equipo "Avalancha" para enfrentar a Cañoneros (1.er equipo de Fútbol Americano del país). La satisfacción hace que se organice un partido de vuelta, el primero de octubre del mismo año ahora en pasto capitalino. Ambos resultados favorecieron a los santiaguinos 27-0 y 28-14 respectivamente, pero lo importante fue el gran crecimiento del deporte en el país en un corto periodo de tiempo.
En el 2007 se repite la fórmula del pasado año al jugarse nuevamente encuentros de ida y vuelta entre Avalancha y Cañoneros. El primero llamado Quilicura Bowl fue ganado por Avalancha al igual que el juego de vuelta en Viña del Mar el cual marcaría el fin de la etapa Tackle Sin Equipamiento.

### Fundación de Avalancha
El día 8 de abril de 2008 se funda el Club Deportivo Avalancha quedando como presidente David Cárdenas De la Fuente quien ostentaba el mismo cargo en AChFA. La finalidad es formalizar la organización y el objetivo planteado es formar un equipo de nivel internacional y el expandir el deporte en Chile.

### Concretando objetivos
Con la llegada del entrenador en jefe Dennis Cáceres quien volvía a Chile después de vivir en Australia en donde jugó y fue coordinador de la selección australiana además de entrenador en jefe en distintos clubes; se hace cargo de los aspectos técnicos e inicia la transición a la modalidad de Fútbol Americano Equipado. Más tarde se unió al equipo como Coordinador Defensivo, su hermano, Italo Cáceres, quien también jugó en Australia ayudando al proceso que se llevaba a cabo.
Tras una larga preparación tanto de equipo como de organización, Avalancha debuta internacionalmente de manera exitosa en el Andes Bowl jugado en Córdoba, Argentina (Avalancha 13-0 Águilas). Esto constituyó un sueño y objetivo cumplido para el club deportivo.

### Torneos
El desarrollo de una competencia dentro de Chile era una prioridad y antes de finalizar el 2008 se organiza el primer Torneo de Fútbol Americano Equipado el cual recibe el nombre de "Torneo Diego Schmidt-Hebbel Niehaus" en honor al jugador y socio fundador de Avalancha fallecido a días de comenzar la competencia.
El torneo de tres equipos que coronó a Volcanos como campeón, logró elevar el nivel de juego de los participantes además de generar una experiencia organizativa que sentó las bases a futuro.
En el año 2009 en Coquimbo nace el equipo de Corsarios mientras en Santiago se amplían las competencias al hacerse dos torneos en el año, durante el primer semestre se juega el Torneo de Otoño y finalizando el año la segunda edición del Torneo Diego Schmidt-Hebbel Niehaus en el cual debido al gran crecimiento en número de jugadores, se forma y participa un cuarto equipo (Toros Dorados) y que marca el inicio de la categoría Juvenil.
La misma fórmula de torneos fue utilizada para el 2010 y continuando con el crecimiento exponencial se agregó un equipo adulto (Awkas), se consolidó la categoría juvenil con tres y luego cuatro equipos además de estrenarse la categoría Flag Football Femenino con dos equipos.

### Se funda la federación
El 4 de agosto de 2010 el Instituto Nacional de Deportes de Chile por medio de una resolución reconoce la actividad física denominada fútbol americano como especialidad o modalidad deportiva. Esto entrega los aspectos legales para la constitución de la federación que se funda el día 2 de septiembre luego que Corsarios y Awkas se sumaran a Avalancha como clubes deportivos reconocidos, y que más tarde hicieran lo propio los demás equipos adultos. Las riendas de la Fedfach las toma Sebastián Cisterna Plaza quien anteriormente se desempeñaba como vicepresidente.

### Miembro de la IFAF
Si bien el grupo gestor que dio los primeros pasos del Football Americano en Chile, era reconocido por IFAF (organismo internacional de Football Americano) desde el 2008, es el reconocimiento dado por el IND a la FEDFACH (el 4 de agosto del 2010), cuando este organismo internacional oficializa y reconoce que la FEDFACH es el único miembro representativo de Chile frente al mundo.
La FEDFACH participó por primera vez, con voz y voto, en un congreso internacional de la IFAF en julio de 2014 en Kuwait.

## Ligas
El año 2011 la FEDFACH decide crear la Liga Metropolitana de Fútbol Americano la cual tiene como objetivo, generar y administrar los eventos, torneos y campeonatos para los equipos federados de la Región Metropolitana.
El año 2014, debido al desarrollo de la Federación, a la integración activa en el trabajo en conjunto con IFAF Internacional e IFAF Américas y el ingreso de nuevos clubes a las competencias Federadas, es que la FEDFACH decide fortalecer sus competencias integrándolas bajo un nombre común, denominándose a partir de este momento como Liga Nacional, contando con 3 categorías de competencias:
- Categoría Adulto
- Categoría Juvenil U-19
- Categoría Flag Femenino

El 1 de enero del 2016 el directorio de entonces decide no organizar, planificar o desarrollar más competencias de Flag y Tackle en Chile.

## Clubes miembros de la FEDFACH
La lista de los miembros de la Federación la componen:
- Club Alianza X Football Americano
- Club BlackTreiles Football Americano
- Club Bulldogs Football Americano
- Club Deportivo Cañoneros de Football Americano
- Club Felinos Football Americano
- Club Deportivo Ferroviarios de Puente Alto
- Club Deportivo Húsares Football Americano
- Club Patriotas Football Americano
- Club Volcanos Football Americano
- Club Weichafes Football Americano

## Selección nacional
El 23 de abril de 2011 en Montevideo, Uruguay fue el estreno tanto de la selección adulta como juvenil al enfrentar a Charrúas (selección uruguaya) en el Pacífico-Atlántico Bowl, si bien ambas categorías cayeron ante los Charrúas, el nivel mostrado por las escuadras chilenas sorprendió a todos por el resultado obtenido en tan poco tiempo.
El 12 de noviembre de 2011 marca el primer partido internacional en suelo chileno con el evento "Andes Bowl II" el cual enfrentó a la Selección Nacional con Águilas de Córdoba, Argentina (selección de la Córdoba Football Americano). El resultado fue favorable al combinado local por 32-0. El primer Andes Bowl se efectuó en agosto de 2008 siendo local Águilas, por Chile jugó el Club Deportivo Avalancha, club que más tarde se dividiría y sería la base organizativa y fundacional de la Federación.
El 21 de enero de 2012 la Selección Chilena viaja a enfrentar a la Selección de Brasil en Foz de Iguazú, Brasil.
El 2015 Chile y sus selecciones nacionales logran sus primeros triunfos históricos tanto en el extranjero (Selección nacional de Flag mujeres vs Uruguay en Montevideo dirigidas por Coach Gret Montiel)  y en tierras de Chile (vs Argentina en la categoría U21 dirigidos por el Entrenador David Cárdenas)